# جورج بلاني
جورج بلاني (بالإنجليزية: George Blaney)‏ مواليد 12 ديسمبر 1939 في جيرسي سيتي، هو مدرب كرة سلة أمريكي ولاعب سابق. بدأ مسيرته الاحترافية في سنة 1961. تم اختياره من قبل فريق نيويورك نيكس خلال الدرافت. حمل الرقم 15. يبلغ طوله 6 قدم 1 بوصة (1.9 م). اعتزل اللعب في 1967. أحرز خلال مسيرته في الإن بي إيه 117 نقطة بمعدل 3.3 نقاط في المباراة الواحدة.

## روابط خارجية
- جورج بلاني على موقع إن بي أي (الإنجليزية)
- جورج بلاني على موقع سبورتس رفرنس (الإنجليزية)
- جورج بلاني على موقع كلية كرة السلة في سبورتس رفرنس.كوم (الإنجليزية)
- جورج بلاني على موقع ريلجم (الإنجليزية)
- جورج بلاني على موقع بروبوليرز (الإنجليزية)
- جورج بلاني على موقع كلية كرة السلة في سبورتس رفرنس.كوم (الإنجليزية)